# Mount Edixon
Mount Edixon ist ein 2080 m hoher Berg im Norden des ostantarktischen Viktorialands. In der Lanterman Range der Bowers Mountains ragt er 10 km südöstlich des Bowers Peak auf.
Die Nordgruppe der von 1963 bis 1964 durchgeführten Kampagne im Rahmen der New Zealand Geological Survey Antarctic Expedition benannte ihn nach Leutnant James Richard Edixon (* 1929) von der United States Navy, Pilot bei der Flugstaffel VX-6 und verantwortlich für die Luftunterstützung dieser Forschungsreise.